# Dąbrowa-Nowa Wieś (gromada)
Dąbrowa-Nowa Wieś (początkowo Dąbrowa Nowa Wieś, bez łącznika) – dawna gromada, czyli najmniejsza jednostka podziału terytorialnego Polskiej Rzeczypospolitej Ludowej w latach 1954–1972.
Gromady, z gromadzkimi radami narodowymi (GRN) jako organami władzy najniższego stopnia na wsi, funkcjonowały od reformy reorganizującej administrację wiejską przeprowadzonej jesienią 1954 do momentu ich zniesienia z dniem 1 stycznia 1973, tym samym wypierając organizację gminną w latach 1954–1972.
Gromadę Dąbrowa Nowa Wieś z siedzibą GRN w Dąbrowie Nowej Wsi utworzono – jako jedną z 8759 gromad – w powiecie wysokomazowieckim w woj. białostockim, na mocy uchwały nr 24/V WRN w Białymstoku z dnia 4 października 1954. W skład jednostki weszły obszary dotychczasowych gromad Dąbrowa Nowa Wieś, Dąbrowa Wilki, Dąbrowa Bybytki, Dąbrowa Tworki i Siennica Święchy ze zniesionej gminy Szepietowo oraz obszar dotychczasowej gromady Siennica Szymanki ze zniesionej gminy Czyżew w tymże powiecie. Dla gromady ustalono 9 członków gromadzkiej rady narodowej.
1 stycznia 1958 gromadę Dąbrowa-Nowa Wieś zniesiono, włączając jej obszar do gromad: Czyżew-Stacja (wsie Siennica-Giże, Siennica-Łukasze i Siennica-Pierce), Szepietowo-Stacja (wsie Dąbrowa-Wilki i Dąbrowa-Tworki) i Dąbrowa Wielka (wsie Dąbrowa-Nowa Wieś i Dąbrowa-Bybytki).